# W Sailor Soldier
W Sailor Soldier (Ｗセーラー戦士) es una película japonesa, del 11 de abril de 2004, producida por Zen Pictures. Es una película del género tokusatsu, de acción y aventuras, con artes marciales, dirigido por Masayuki Toyama, y protagonizada por Rika Kawamura y Aika Andou, que representan a dos heroínas con trajes muy similares a las protagonistas de la serie anime Sailor Moon.
El idioma es en japonés, pero también está disponible con subtítulos en inglés, en DVD o descargable por internet.

## Argumento
Hoshi, dotado con superpoderes, ha luchado contra monstruos demoniacos para eliminarlos. Después de eliminar a los demonios,  decidió quitarse los poderes. 
Cientos de años más tarde, un demonio devorador de cabellos vuelve a la vida. Este viejo hombre demoniaco, devora el pelo de la gente. Para luchar contra él, Hoshi otorga poderes a dos chicas humanas. Una es Miki Soeda, y la otra Yuko Kitajima, cuya hermana ha sido agredida por el viejo debora pelo.
Miki está preparada para luchar, mientras que Yuko está agotada de luchar, pero Yuko tratará de vengar a su hermana que está en una cama de un hospital, desesperada al verse reflejada en el espejo sin pelo.
Yuki se encuentra primero con el devorador de pelo, pero no puede contra sus poderes y es hecha prisionera. Yuko ira en su rescate, y entre las dos tratarán de derrotar al viejo devora pelo.